# 中山仁 (体育学者)
中山 仁（なかやま じん、1921年〈大正10年〉1月18日 - 2004年〈平成16年〉4月26日）は、日本の体育学者。新潟大学名誉教授。

## 略歴
新潟県新潟市田中町（現 新潟市中央区田中町）出身。1938年（昭和13年）3月に新潟中学校を卒業、1941年（昭和16年）12月に東京高等師範学校体育科を卒業。
1942年（昭和17年）に埼玉県立熊谷中学校教諭に就任、1946年（昭和21年）に新潟高等学校教授に就任、1949年（昭和24年）に新潟大学教育学部助教授に就任、1971年（昭和46年）に新潟大学教育学部教授に就任。
1986年（昭和61年）に新潟大学を定年退官、新潟大学名誉教授の称号を受称、関東学園大学教授に就任、1994年（平成6年）に退職。
2004年（平成16年）4月26日午前6時24分に入院中の病院で膵臓癌のため死去、83歳没。

## 研究
体操、体育測定、特に運動能力の評価などについて研究を行った。

## 逸話
- 東京高等師範学校時代に全日本体操選手権大会で個人総合第3位になった。1940年（昭和15年）に開催が予定されていた東京オリンピックの体操日本代表候補選手になったが、日中戦争のためオリンピックは中止となった[1][3][5][6][注 3]。

- 戦後は新潟県代表の体操選手として国民体育大会に10回連続で出場した[1][3][5]。また、新潟県体操協会会長や新潟市スポーツ振興審議会会長などを務め[1][3][5]、新潟県体育協会、新潟市体育協会、日本体育協会から功労賞を受賞した[3]。

## 栄典
- 1995年（平成07年）11月3日 - 勲三等瑞宝章[7]
- 2004年（平成16年）4月26日 - 従四位[8]

## 著作物

### 著書

#### 共著
- 『体育科教育法入門』宇土正彦[編著]、大修館書店、1983年。
- 『体育科教育法』浅田隆夫[編]、学術図書出版社、1983年。

### 論文
- CiNii収録論文 - CiNii